# Val-Alain
Val-Alain est une municipalité d'environ 1 039 habitants dans la municipalité régionale de comté de Lotbinière au Québec (Canada), située dans la région administrative de Chaudière-Appalaches.

## Toponymie
Le toponyme Val-Alain s'impose en 1925, il rend hommage à Alain Chartier Joly de Lotbinière (1886-1954), petit-fils d'Henri-Gustave Joly de Lotbinière.
Les personnes de cette municipalité sont des Val-Alainois et des Val-Alainoises.

## Histoire
Le territoire de la municipalité a connu deux vagues importantes de colonisation, la première débutant en 1898, la seconde en 1930. La municipalité fêta ses 75 ans d'existence en 2008.

### Chronologie
- 1933 : Érection canonique de Saint-Edmond-de-Lotbinière.
- 1950 : Création de la municipalité de Val-Alain par détachement de Sainte-Emmélie[1].

### Héraldique
| Foi et Labeur |
| ------------- |

| L'écu de Val-Alain se blasonne ainsi : Écartelé : au 1 – d’or à la feuille de chêne de sinople, posée en barre sur la rivière d’azur, dont le cours est en bande de l’écu français ancien; au 2 – de sinople à la croix d’argent; au 3 – d’azur aux trois quenouilles au naturel, tigées de sinople et à l’onde d’azur; au 4 – d’or au pont couvert de gueules, enjambant en barre la rivière d’azur, qui coule du sud-est au nord-ouest. |

## Géographie
la municipalité a une superficie d'environ 102,9 km2 et a une densité d'environ 9,58 habitants/km2.
Le village se retrouve entre les municipalités de Lyster et de Saint-Janvier-de-Joly,à 2 kilomètres au sud de la Transcanadienne. Il est au croisement de la voie du Canadien National et du parcours de la rivière du Chêne qui traverse la municipalité du sud-est vers le nord. La rivière aux Chevreuils, qui coule vers le nord-ouest, conflue avec la rivière du Chêne dans le sud-est de la municipalité.
Les rivières aux Frênes et aux Cèdres, qui coulent vers le nord-est, confluent avec la rivière Henri dans le nord-est de la municipalité. Cette dernière coule de l'est au nord-est de la municipalité. 

## Démographie
| 1871  | 1881  | 1891  | 1901 | 1911 | 1921 |
| ----- | ----- | ----- | ---- | ---- | ---- |
| 1 131 | 1 269 | 1 189 | 642  | 712  | 721  |

| 1931  | 1941  | 1951  | 1956  | 1961  | 1966  |
| ----- | ----- | ----- | ----- | ----- | ----- |
| 1 035 | 1 755 | 1 115 | 1 105 | 1 142 | 1 034 |

| 1971  | 1976  | 1981  | 1986  | 1991 | 1996 |
| ----- | ----- | ----- | ----- | ---- | ---- |
| 1 115 | 1 105 | 1 142 | 1 034 | 934  | 895  |

| 2001 | 2006 | 2011 | 2016 | 2021 | - |
| ---- | ---- | ---- | ---- | ---- | - |
| 952  | 901  | 955  | 924  | 986  | - |

## Administration
Les élections municipales se font en bloc pour le maire et les six conseillers.
| Val-Alain Maires depuis 2001                                                                                         |                 |         |          |
| Élection | Maire           | Qualité | Résultat |
| 2001 | Rénald Grondin  |         | Voir     |
| 2005 | Rénald Grondin  | Voir    |          |
| 2009 | Rénald Grondin  | Voir    |          |
| 2013 | Rénald Grondin  | Voir    |          |
| 2017 | Daniel Turcotte |         | Voir     |
| 2021 | Daniel Turcotte | Voir    |          |
| Élection partielle en italique Depuis 2005, les élections sont simultanées dans toutes les municipalités québécoises |                 |         |          |

### Circonscriptions électorales provinciales et fédérales
Val-Alain fait partie de la circonscription électorale fédérale de Lévis—Lotbinière et fait partie de la circonscription électorale provinciale de Lotbinière-Frontenac.

## Transport
L'autoroute 20 traverse cette municipalité.

## Éducation
Les écoles primaires et secondaires font partie du Centre de services scolaires des Bois-Francs.

### École primaire
Val-Alain contient une école primaire : L'École Sainte-Thérèse.

### École secondaire
L'école secondaire la plus près est l'École Polyvalente La Samare à Plessisville.

### Éducation collégiale
L'établissement collégial le plus près est le Centre d'études collégiales de Lotbinière, qui fait partie du Cégep de Thetford et qui est situé à Saint-Agapit.

### Éducation universitaire
L'établissement universitaire le plus près est l'Université Laval, qui est situé dans la ville de Québec.

## Santé
Située près de Plessisville, de Fortierville, de Laurier-Station, de Lévis et de Québec, la municipalité est desservie par différents services médicaux.

### Services médicaux
Les CLSCs les plus proches sont situés à Plessisville (Centre multiservices de santé et de services sociaux de l'Érable), à Fortierville (Centre multiservices de santé et de services sociaux de Fortierville) et à Laurier-Station (CLSC de Laurier-Station). Le centre hospitalier le plus près est à Lévis (Hôtel-Dieu de Lévis).

## Médias

### Journal municipal
Le bulletin municipal est un journal municipal mensuel de Val-Alain.
Le Peuple Lotbinière est un journal hebdomadaire qui couvre les nouvelles des municipalités de la municipalité régionale de comté de Lotbinière, incluant Val-Alain.

### Apparitions dans les médias externes
Le village a été popularisé par le film Québec-Montréal lorsqu'un des protagonistes insiste pour prendre de l'essence chez « l'indien » (qui n'existe pas). D'ailleurs, aucune image n'a été tournée dans le village même.
Un sketch écrit par Mike Ward, dans le cadre de l'émission télévisée Le Mike Ward Show, a aussi popularisé le village, notamment dans un sketch où le personnage du Gars Frustré de Jean-François Mercier qualifie la ville d'estie de ville de débile mental.

## Patrimoine
L'église de Saint-Edmond est construite en 1932. Son architecte est René Blanchet. Le noyau paroissial est complété par un presbytère et un cimetière. Ce dernier contient un charnier.
Construit en 1942, le pont Caron est un pont couvert traversant la rivière du Chêne. Il se situe sur le rang 1, à l'extérieur du village.